# Андерсон, Барбара (писательница)
Барбара Андерсон (англ. Barbara Anderson; апрель 1926 — 24 марта 2013) — новозеландская писательница, которая приобрела международную известность несмотря на то, что свою писательскую карьеру начала в возрасте более шестидесяти лет. Её произведения имеют некоторую схожесть с произведениями Аниты Брукнер, Раймонда Карвера, Маргарет Дрэббл и Бернис Рубенс.
Барбара родилась в городе Хейстингс (Новая Зеландия), окончила Университет Отаго в 1947 году со степенью «бакалавр наук» и Университет королевы Виктории в Веллингтоне в 1984 году со степенью «бакалавр искусств». Работала медицинским технологом и учителем. В 1950 году вышла замуж за военно-морского офицера Нила Дадли Андерсона. У них было двое сыновей: Пирс и Джереми, а также пять внуков.
Барбара Андерсон умерла в 2013 году.

## Произведения
- I Think We Should Go Into the Jungle : Short Stories. Wellington : Victoria University Press, 1989; London: Secker & Warburg, 1993.
- Girls' High. Wellington : Victoria University Press, 1990, 1999; London: Secker & Warburg, 1991.
- Portrait of the Artist’s Wife. Wellington : Victoria University Press, 1992; London: Secker & Warburg, 1992; New York: Norton, 1993; London: Minerva, 1993.
- All the Nice Girls. Wellington : Victoria University Press, 1993, 1999; London: Cape, 1994; London: Vintage, 1995.
- The House Guest. Wellington : Victoria University Press, 1995; London: Cape, 1995; London: Vintage, 1997.
- Proud Garments. Wellington : Victoria University Press, 1996.
- The Peacocks : and Other Stories. Wellington : Victoria University Press, 1997.
- Glorious things, and other stories. London: Cape, 1999.
- Long Hot Summer. Wellington: Victoria University Press, 1999; London: Cape, 2000.
- The Swing Around. Wellington: Victoria University Press, 2001.